# Jan Sroka
Jan Sroka (ur. 24 października 1946 w Chorzowie) – polski piłkarz grający na pozycji obrońcy.

## Kariera piłkarska

### Polonia Bytom
Jan Sroka do 1967 roku reprezentował barwy Polonii Bytom, w barwach której 13 listopada 1966 roku w przegranym 0:1 meczu domowym z Pogonią Szczecin zadebiutował w ekstraklasie.

### Gwardia Warszawa
Następnie został zawodnikiem Gwardia Warszawa, w której występował aż do zakończenia kariery piłkarskiej w 1979 roku, a także odnosił największe sukcesy w karierze piłkarskiej: 3. miejsce w ekstraklasie w sezonie 1972/1973, finał Pucharu Polski 1973/1974 (przegrana w finale 2:0 z Ruchem Chorzów 11 sierpnia 1974 roku na Stadionie Wojska Polskiego w Warszawie), dwukrotny awans do ekstraklasy (1969, 1978), a także sukcesy w europejskich pucharach: 1/8 finału Pucharu Zdobywców Pucharów 1974/1975, 1/16 finału Pucharu Miast Targowych/Pucharu UEFA (1970, 1974).
Łącznie w ekstraklasie rozegrał 176 meczów, w których zdobył 7 goli.

## Sukcesy
Gwardia Warszawa
- 3. miejsce w ekstraklasie: 1973
- Finał Pucharu Polski: 1974
- Awans do ekstraklasy: 1969, 1978
- 1/8 finału Pucharu Zdobywców Pucharów: 1975
- 1/16 finału Pucharu Miast Targowych/Pucharu UEFA: 1970, 1974